# 黄金風景
「黄金風景」（おうごんふうけい）は、太宰治の短編小説。

## 概要
| 初出     | 『國民新聞』1939年3月2日、3月3日        |
| 単行本   | 『女生徒』（砂子屋書房、1939年7月20日） |
| 執筆時期 | 1939年1月9日、10日頃脱稿（推定）        |
| 原稿用紙 | 8枚                                     |

太宰は1939年（昭和14年）1月8日、杉並区の井伏鱒二宅で石原美知子と結婚式を挙げ、その夜遅く美知子と共に新宿を発って山梨県甲府市御崎町の新居に到着した。「黄金風景」は転居後初めて書いた小説である。また全文、口述筆記によって完成している。美知子は「この家での最初の仕事は『黄金風景』で、太宰は待ちかまえていたように私に口述筆記をさせた」と述べている。
同年1月21日から4月11日にかけて、『國民新聞』に同紙主催の「短篇小説コンクール」参加作品計30編が掲載される。参加作家は國民新聞社が指定したものであった。「黄金風景」は17番目に掲載された。互選の結果、上林暁の「寒鮒」と共に当選作となり、太宰と上林は賞金100円を50円ずつで分け合った。当選の通知を受けた際のことは、太宰が『國民新聞』のために書いた随筆「当選の日」に詳しい。

## 備考
- ドラマシリーズ『BUNGO -日本文学シネマ-』（TBS系列、2010年2月）の一編として、向井理主演で映像化された。